# Jean Negulesco
Jean Negulesco, född Ioan Negulescu den 26 februari 1900 i Craiova, Rumänien, död 18 juli 1993 i Marbella, Spanien, var en rumänsk-amerikansk filmregissör. Från 1941 och fram till 1970 regisserade han filmer i Hollywood. Under 1940-talet regisserade han många film noirs och mörka filmer, medan hans senare produktion på 1950-talet blev mer lättsam.
Negulesco har en stjärna på Hollywood Walk of Fame vid adressen 6212 Hollywood Blvd.

## Filmografi, regi, urval
- 1944 – Storsvindlaren Dimitrios
- 1944 – Konspiratörer
- 1946 – 3 främlingar
- 1946 – Brottsling gör revolt
- 1946 – Humoresque
- 1947 – Den djupa dalen
- 1948 – Våld i mörker
- 1948 – Jeftys bar
- 1950 – Kvinnor bakom taggtråd
- 1950 – Trashanken
- 1952 – Telefon från en främling
- 1952 – På farlig mark
- 1953 – Hur man får en miljonär
- 1953 – Titanic
- 1954 – Kvinnans värld
- 1954 – Tre flickor i Rom
- 1955 – Pappa Långben